# Anita-Pearl Ankor
Pour les articles homonymes, voir Ankor (homonymie).
Anita-Pearl Mwinnabang Ankor est une peintre et muraliste ghanéenne. Elle est communément appelée la femme peintre. En 2019, elle a posté une vidéo sur sa page instagram qui se montrait peignant artistiquement un mur. Cette vidéo est devenue virale sur les réseaux sociaux,.

## Enfance et éducation
Ankor est originaire de Nandom, située dans la Région du Haut Ghana occidental du Ghana, mais elle a grandi à Accra. Elle a fait ses études primaires à l'école primaire universitaire et au lycée. Elle est allée à l'école secondaire Mfantsiman Girls où elle a terminé ses études secondaires. En 2011, elle a été admise à l'université du Ghana où elle a étudié les sciences agricoles et s'est spécialisée en technologie post-récolte,.  

## Carrière
Pendant son niveau 400 à l'université du Ghana, Ankor a commencé à faire de l'art au crayon et de la peinture comme passe-temps. Après avoir obtenu son diplôme de l'école, elle a travaillé comme personnel des services nationaux chez Swedru. Elle a commencé sa carrière dans la peinture en 2015 après s'être inspirée de voir les œuvres d'un peintre. Elle a fondé et dirige NYTAZ Arts, une société d'art. Sa spécialité est de faire des peintures murales, des arts du crayon, de la peinture intérieure et extérieure. En 2019, elle a posté une vidéo sur sa page instagram qui la montrait travaillant sur un mur. Cette vidéo est devenue virale sur les réseaux sociaux,,.  